# Final do torneio de futebol feminino nos Jogos Olímpicos de Verão de 2024
A partida pela medalha de ouro do futebol feminino nas Olimpíadas de Verão de 2024 foi uma partida de futebol para determinar as vencedoras do torneio de futebol feminino nos Jogos Olímpicos de Verão de 2024. Foi a oitava final do futebol feminino nas Olimpíadas, um torneio quadrienal disputado pelas seleções femininas associadas à FIFA para decidir as campeãs olímpicas. Ocorreu no estádio Parque dos Príncipes em Paris, França, em 10 de agosto entre as seleções dos Estados Unidos e Brasil, na qual as americanas ganharam por 1 a 0, conquistando sua quinta medalha de ouro. Esta foi a primeira decisão feminina na história a ser disputada após a final masculina.

## Caminho até à final

### Brasil

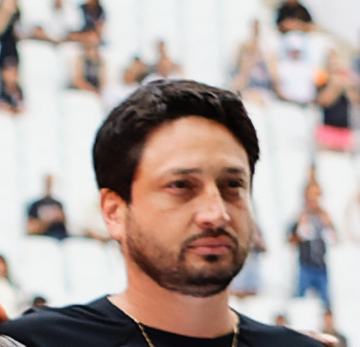
Arthur Elias (imagem), técnico do Brasil, em 2023.

Em 20 de abril, ocorreu o sorteio para os grupos, e o Brasil foi sorteado no Grupo C. O Brasil estreou no torneio contra a Nigéria no dia 25 de julho, em Bordéus, vencendo pelo placar mínimo de 1–0, gol marcado pela Gabi Nunes. No segundo jogo, enfrentou o Japão no dia 28 de julho, em Paris, abrindo o placar com um gol de Jhennifer, porém, os japoneses empataram e viraram nos acréscimos, terminando com uma derrota por 2–1. No último jogo, enfrentou a Espanha no dia 28 de julho, em Bórdeus, porém, perdeu novamente desta vez por 2–0.
Devido à isso, dependeria da derrota do Canadá para a Colômbia, e da Austrália para os Estados Unidos, o que aconteceu, ficando em segundo entre os melhores terceiros colocados. Nas quartas de final, enfrentou a França em 3 de agosto, em Nantes, vencendo por 1–0, com gol de Gabi Portilho. Nas semifinais, enfrentou novamente a Espanha, no dia 6 de agosto, em Marselha, vencendo por 4–2, com gols de Adriana, Gabi Portilho e Kerolin, além de um gol contra de Irene Paredes, avançando à final do torneio.

### Estados Unidos

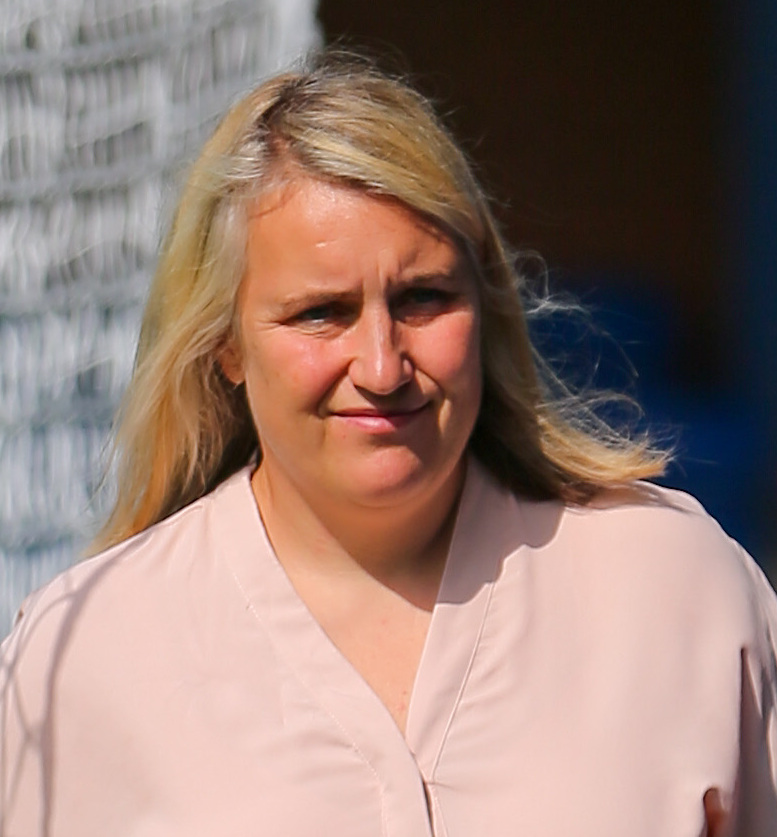
Emma Hayes (imagem), técnica dos Estados Unidos, em 2021.

Enquanto isso, os Estados Unidos foram sorteados no Grupo B. Os Estados Unidos estreou no torneio contra a Zâmbia no dia 25 de julho, em Nice, vencendo por 3–0, com um gol de Trinity Rodman, e dois de Mallory Swanson. No segundo jogo, enfrentou a Alemanha no dia 28 de julho, em Marselha, vencendo por 4–1, com gols de Sophia Smith, Mallory Swanson e Lynn Williams. No último jogo, enfrentou a Austrália no dia 31 de julho, em Marselha, vencendo por 2–1, com gols de Trinity Rodman e Korbin Albert.
Com esses resultados, os Estados Unidos avançaram em primeiro em seu grupo. Nas quartas de final, enfrentou o Japão no dia 3 de agosto, em Paris, vencendo por 1–0 com um gol nos acréscimos de Trinity Rodman. E nas semifinais, enfrentou novamente a Alemanha, desta vez vencendo apenas por 1–0, com outro gol nos acréscimos, agora de Sophia Smith.

### Tabela
| Brasil   | Brasil    | Rodada           | Estados Unidos | Estados Unidos |
| Oponente | Resultado | Rodada           | Oponente       | Resultado      |
| -------- | --------- | ---------------- | -------------- | -------------- |
| Nigéria  | 1 – 0     | Fase de grupos   | Zâmbia         | 3 – 0          |
| Japão    | 1 – 2     | Fase de grupos   | Alemanha       | 4 – 1          |
| Espanha  | 0 – 2     | Fase de grupos   | Austrália      | 2 – 1          |
| França   | 1 – 0     | Quartas de final | Japão          | 1 – 0          |
| Espanha  | 4 – 2     | Semifinais       | Alemanha       | 1 – 0          |

Legenda:      Vitória —      Empate —      Derrota

## Partida

### Detalhes
| 10 de agosto | Brasil | 0 – 1     | Estados Unidos | Parc des Princes, Paris                    |
| 17:00        |        | Relatório | Swanson 57'    | Público: 43 813 Árbitro: SWE Tess Olofsson |

| Brasil | EUA |